# Kennedy Amutenya
Kennedy Amutenya (Windhoek, 15 luglio 1995) è un calciatore namibiano, difensore svincolato della nazionale namibiana.

## Carriera

### Nazionale
Nel 2024 è stato convocato per la Coppa d'Africa.

## Statistiche

### Cronologia presenze e reti in nazionale
| Cronologia completa delle presenze e delle reti in nazionale ― Namibia | Cronologia completa delle presenze e delle reti in nazionale ― Namibia | Cronologia completa delle presenze e delle reti in nazionale ― Namibia | Cronologia completa delle presenze e delle reti in nazionale ― Namibia | Cronologia completa delle presenze e delle reti in nazionale ― Namibia | Cronologia completa delle presenze e delle reti in nazionale ― Namibia | Cronologia completa delle presenze e delle reti in nazionale ― Namibia | Cronologia completa delle presenze e delle reti in nazionale ― Namibia |
| Data                                                                   | Città                                                                  | In casa                                                                | Risultato                                                              | Ospiti                                                                 | Competizione                                                           | Reti                                                                   | Note                                                                   |
| ---------------------------------------------------------------------- | ---------------------------------------------------------------------- | ---------------------------------------------------------------------- | ---------------------------------------------------------------------- | ---------------------------------------------------------------------- | ---------------------------------------------------------------------- | ---------------------------------------------------------------------- | ---------------------------------------------------------------------- |
| 12-7-2022                                                              | Durban                                                                 | Madagascar                                                             | 0 – 2                                                                  | Namibia                                                                | COSAFA Cup 2022 - Quarti di finale                                     | -                                                                      |                                                                        |
| 15-7-2022                                                              | Durban                                                                 | Namibia                                                                | 1 – 0                                                                  | Mozambico                                                              | COSAFA Cup 2022 - Semifinale                                           | -                                                                      |                                                                        |
| 17-7-2022                                                              | Durban                                                                 | Namibia                                                                | 0 – 1 dts                                                              | Zambia                                                                 | COSAFA Cup 2022 - Finale                                               | -                                                                      |                                                                        |
| 20-6-2023                                                              | Dar-es-Salaam                                                          | Burundi                                                                | 3 – 2                                                                  | Namibia                                                                | Qual. Coppa d'Africa 2023                                              | -                                                                      | 30’                                                                    |
| 5-7-2023                                                               | Durban                                                                 | Sudafrica                                                              | 1 – 1                                                                  | Namibia                                                                | COSAFA Cup 2023 - 1º turno                                             | -                                                                      |                                                                        |
| 8-7-2023                                                               | Durban                                                                 | Namibia                                                                | 1 – 2                                                                  | eSwatini                                                               | COSAFA Cup 2023 - 1º turno                                             | -                                                                      |                                                                        |
| 11-7-2023                                                              | Durban                                                                 | Namibia                                                                | 0 – 0                                                                  | Botswana                                                               | COSAFA Cup 2023 - 1º turno                                             | -                                                                      | 64’                                                                    |
| 9-9-2023                                                               | Soweto                                                                 | Sudafrica                                                              | 0 – 0                                                                  | Namibia                                                                | Amichevole                                                             | -                                                                      |                                                                        |
| 15-11-2023                                                             | Malabo                                                                 | Guinea Equatoriale                                                     | 1 – 0                                                                  | Namibia                                                                | Qual. Mondiali 2026                                                    | -                                                                      | 84’                                                                    |
| 21-11-2023                                                             | Agadir                                                                 | São Tomé e Príncipe                                                    | 0 – 2                                                                  | Namibia                                                                | Qual. Mondiali 2026                                                    | -                                                                      | 51’                                                                    |
| 8-1-2024                                                               | Kumasi                                                                 | Ghana                                                                  | 0 – 0                                                                  | Namibia                                                                | Amichevole                                                             | -                                                                      | 38’ 82’                                                                |
| 16-1-2024                                                              | Korhogo                                                                | Tunisia                                                                | 0 – 1                                                                  | Namibia                                                                | Coppa d'Africa 2023 - 1º turno                                         | -                                                                      |                                                                        |
| 21-1-2024                                                              | Korhogo                                                                | Sudafrica                                                              | 4 – 0                                                                  | Namibia                                                                | Coppa d'Africa 2023 - 1º turno                                         | -                                                                      |                                                                        |
| 24-1-2024                                                              | San-Pédro                                                              | Namibia                                                                | 0 – 0                                                                  | Mali                                                                   | Coppa d'Africa 2023 - 1º turno                                         | -                                                                      |                                                                        |
| 27-1-2024                                                              | Bouaké                                                                 | Angola                                                                 | 3 – 0                                                                  | Namibia                                                                | Coppa d'Africa 2023 - Ottavi di finale                                 | -                                                                      | 60’                                                                    |
| 7-9-2024                                                               | Douala                                                                 | Camerun                                                                | 1 – 0                                                                  | Namibia                                                                | Qual. Coppa d'Africa 2025                                              | -                                                                      |                                                                        |
| Totale                                                                 |                                                                        | Presenze                                                               | 16                                                                     |                                                                        | Reti                                                                   | 0                                                                      |                                                                        |